# 鈴木昇己
鈴木 昇己（すずき しょうみ、1953年2月21日 - ）は、日本の登山家、クライマー、山岳ガイド。東京都出身。

## 来歴
16歳から登山を始める。山学同志会の一員として、1976年ジャヌー北壁初登攀、1980年カンチェンジュンガ北壁を新ルートから無酸素初登攀、1983年エベレスト無酸素登頂（日本人初）など数多くの実績を残す。
現在は山岳ガイドとして活動。国際山岳ガイド連盟認定国際山岳ガイド、フランス国家同等資格認定高山ガイド、日本山岳ガイド連盟認定ガイド。ジャパン・アルパイン・ガイド組合所属。ミレー・テクニカルアドバイザーでもある。

## DVD
- アドバンス山岳ガイド　雪の穂高岳 (山と溪谷 DVD collection)  単行本 – 2010/12/3 ISBN 978-4635912570

## 書籍
- 立山・剱岳を歩く (フルカラー特選ガイド)   単行本 – 1996/4/1 ISBN 978-4635170321
- 穂高連峰を歩く (フルカラー特選ガイド)  単行本 – 2000/5/1　ISBN 978-4635170673
- 槍・燕岳を歩く (フルカラー特選ガイド)  単行本 – 2000/5/1 　ISBN 978-4635170475
- 海外登山-氷河をたどって高峰の頂へ (ROCK & SNOW BOOKS)  単行本 – 2003/3/1　ISBN 978-4635022309
- 八ガ岳を歩く (フルカラー特選ガイド)  単行本 – 2000/3/1　ISBN 978-4635170451